# Manolo Cardona
Pour l’article homonyme, voir Cardona (homonymie).
Manolo Cardona, né Manuel Julián Cardona Molano le 25 avril 1977 en Colombie, est un acteur et réalisateur colombien.

## Biographie
Manuel Julián Cardona Molano est né le 25 avril 1977 à Popayán, dans le département de Cauca. Il est le fils d'Enrique Javier Cardona et de Nancy Molano.
Il s'est marié le 1er décembre 2012 avec Valéria Santos (nièce du président colombien Juan Manuel Santos). Son fils Gaël est né le 12 décembre 2013.[réf. nécessaire]

## Télévision
- 1996 : Padres e hijos : Nicolas Franco
- 1998 : Carolina Barrantes : David
- 1999-2000 : Por qué diablos ? : Juan « Diablo » Cantor
- 2001 : Amor a mil : John Hector Afanal
- 2003 : Ladron de corazones : Gustavo Velasco
- 2004 : Gitanas : Sébastian Dominguez
- 2006 : Marina
- 2008 : El Cartel de Los Sapos, Saison 1 : Martin Gonzalez « El Fresita »
- 2013 : Reign : Thomas, Prince du Portugal
- 2013 : Covert Affairs : Teo
- 2015 : Narcos : Eduardo Sandoval
- 2021 : ¿Quién Mató a Sara?  (Qui a tué Sara ? ) : Alex Guzmán

## Cinéma
- 2005 : La Femme de mon frère : Gonzalo
- 2005 : Rosario Tijeras : Emilio
- 2009 : Le Chihuahua de Beverly Hills : Sam
- 2010 : Contracorriente : Santiago
- 2012 : La ultima muerte : David
- 2012 : Border Run
- 2023 : L'un de nous doit mourir : Pablo Vega